# Augustinas Rakauskas
Augustinas Rakauskas (* 1. Januar 1946 in Kaunas) ist ein litauischer Manager, Unternehmer und Mitbegründer der litauischen Handelskette Senukai. Er ist Gründer, Vorstandsvorsitzender und Großaktionär (49 %) der litauischen Baumarktkette Senukai. Zudem ist er auch Vorstandsvorsitzender und Großaktionär der litauischen Immobiliengesellschaft AB „Baltic Shopping Centers“ (80,4 %), der die Einkaufsparks PLC MEGA und Banginis gehören.
2006 war Augustinas Rakauskas nach Angaben des Magazins Veidas der siebtreichste Litauer.
Rakauskas wohnt in der zweitgrößten litauischen Stadt Kaunas.

## Familie
Er ist verheiratet. Er hat einen Sohn und eine Tochter. Sein Sohn Artūras Rakauskas verwaltet die Kette Senukai. Seine Tochter Agnietė Rakauskaitė (ex Pitkauskienė) ist Inhaberin des Hotel- und Restaurantkomplexes Harmony Park in Vazgaikiemis, Rajongemeinde Prienai.